# 野口保興

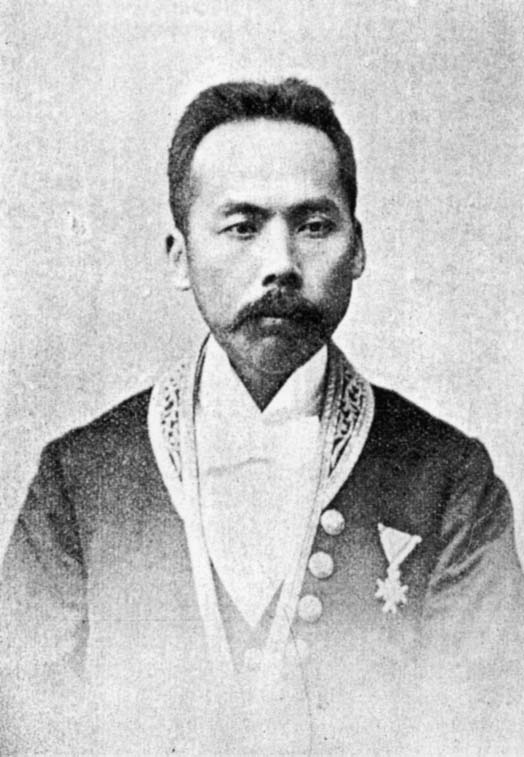
野口保興

野口 保興（のぐち やすおき、万延元年8月15日（1860年9月29日） - 昭和18年（1943年）2月10日）は、日本の地理学者・数学者。

## 経歴
江戸駿河台の幕臣の家に生まれる。静岡藩の藩校で学び、外国語学校を経て、フランスに留学した。1882年（明治15年）に帰国した後は東京高等師範学校や東京女子高等師範学校の教授となり、1910年（明治43年）に退官した。
文部省師範学校中学校高等女学校教員検定試験委員を数度にわたって務め、著した教科書・参考書・地図は数十種に及んだ。

## 著書
- 『常用曲線』（成美堂、1894年）
- 『女子教育 外国地誌』（成美堂・目黒書房、1900年）
- 『中等教育 帝国大地誌』（成美堂・目黒書房、1900年）
- 『世界経済地理 原料篇』（成美堂・目黒書房、1903年）
- 『世界地理提要』（成美堂・目黒書店、1907年）
- 『続帝国大地誌 韓国南満洲』（成美堂・目黒書店、1910年）
- 『地理汎論 探検と地理学』（成美堂・目黒書店、1910年）
- 『提要地理汎論 地文学』（成美堂・目黒書店、1912年）
- 『経済地理 世界物産誌』（成美堂・目黒書店、1914年）
- 『家事の新研究 本義・実務篇』（成美堂・目黒書店、1916年）
- 『家庭経済 食物の調理』（成美堂・目黒書店、1918年）